# Casino (Fraktion)

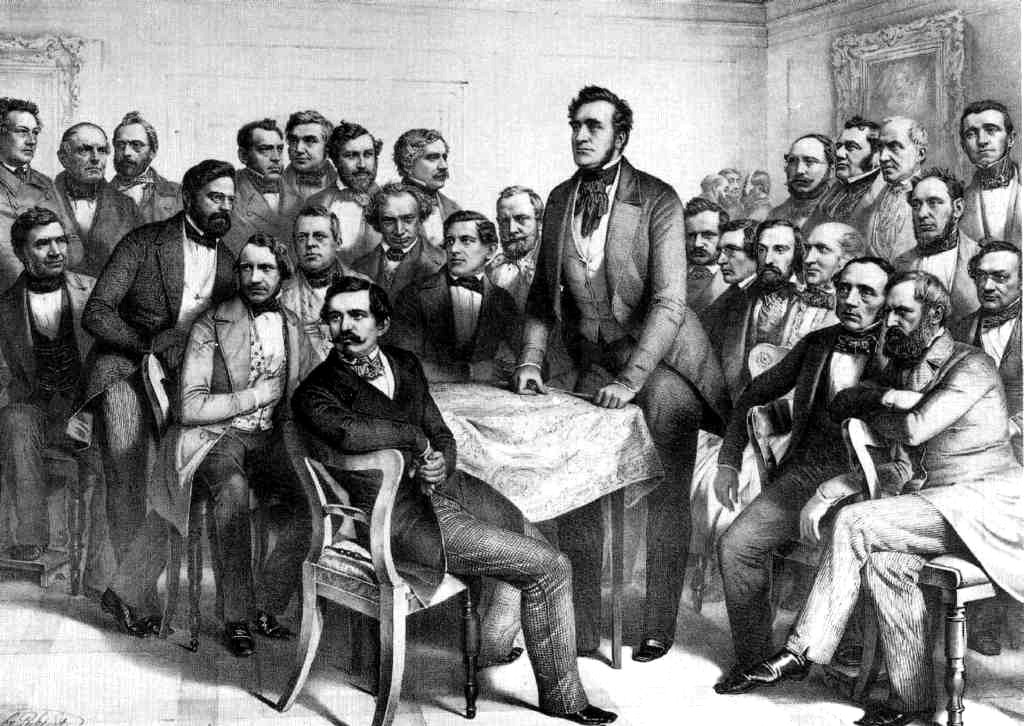
Lithographie „Club de Casino“ von Friedrich Pecht, 1849.

Casino war die Bezeichnung einer seit dem 25. Juni 1848 bestehenden politischen Fraktion der rechten Mitte in der Frankfurter Nationalversammlung.
Wie bei den meisten Fraktionen der Nationalversammlung bezieht sich der Name auf den üblichen Versammlungsort der Fraktionsangehörigen in Frankfurt am Main. Man kam nach den ersten Anfängen im Großen Hirschgraben in den exklusiven Räumlichkeiten der Frankfurter Casinogesellschaft im Gebäude Roßmarkt 10 zusammen, wo sich sonst seit 1802 ein großer Teil der politischen Elite Frankfurts traf.

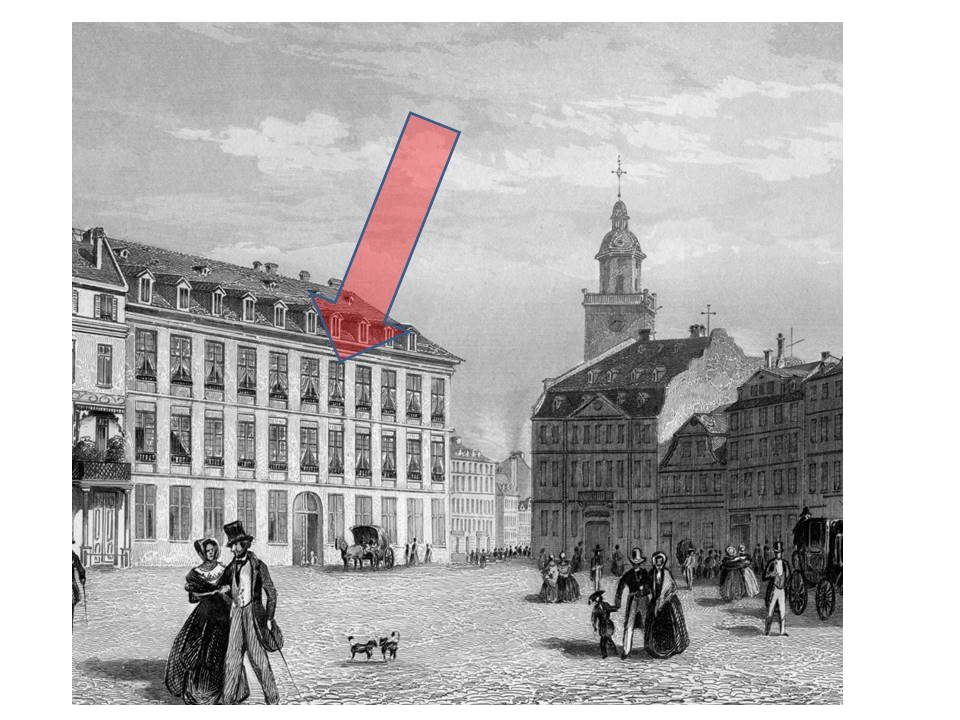
Lage des "Club de Casino", am Rossmarkt 10, Frankfurt am Main 1848

## Entstehung und Mitglieder
So wie auch die Einberufung der Nationalversammlung wesentlich auf Vorarbeiten von zum Casino zählenden Personen zurückgeht, beispielsweise durch die Publizistik der Deutschen Zeitung sowie die maßgebliche Beteiligung an der Heppenheimer Tagung, der Heidelberger Versammlung der 51 und am Vorparlament, war auch die Arbeit der Nationalversammlung, vor allem die Paulskirchenverfassung, wesentlich von Vertretern der Casino-Fraktion bestimmt. Die Casino-Fraktion war in der Nationalversammlung die größte und einflussreichste Fraktion. Im Oktober 1848 gehörten ihr nach Angaben von Johann Gottfried Eisenmann 122 Abgeordnete an; in der gesamten Tagungszeit der Nationalversammlung zählte die Fraktion insgesamt über 200 verschiedene Mitglieder.
Das Casino stellte mit Heinrich von Gagern und Eduard Simson bis zum Mai 1849 den Parlamentspräsidenten, mit Friedrich Daniel Bassermann den Vorsitzenden des Verfassungsausschusses sowie mit bekannten liberalen Politikern einen Großteil der politischen Prominenz der Frankfurter Nationalversammlung: Beispiele sind Hans Adolf Erdmann von Auerswald, Hermann von Beckerath, Georg Beseler, Friedrich Christoph Dahlmann, Johann Gustav Droysen, Max Duncker, Georg Gottfried Gervinus, August Hergenhahn, Felix Fürst Lichnowsky, Karl Mathy, Gustav von Mevissen, Friedrich von Raumer, Alexander von Soiron, Georg Waitz und Carl Theodor Welcker.

## Selbstverständnis und Ziele
Die Vertreter der Casino-Fraktion waren vorwiegend gemäßigt liberal bzw. nationalliberal eingestellt. Die Gründung des Casinos stand in engem Zusammenhang mit den Beratungen über die Reichszentralgewalt. Hier trat das Casino für von Gagerns Vorschlag („kühner Griff“) der Berufung von Erzherzog Johann zum Reichsverweser ein. Man plädierte in den Debatten um die Reichsverfassung für eine bundesstaatliche Ausgestaltung in einem engeren und weiteren Bund unter Berücksichtigung einzelstaatlicher und landsmannschaftlicher Besonderheiten. 
Die Vertreter der Casino-Fraktion befürworteten ein durch Zensusschranken begrenztes Wahlrecht für die mittleren Klassen. Die Fraktion hat kein explizites Programm, wohl aber Statuten verabschiedet. Man setzte stattdessen auf das „pragmatische Handeln einer offenen Gesinnungsgemeinschaft“ (M. Botzenhart).
Im September 1848 trennte sich vom Casino die linkere Fraktion Landsberg mit Politikern wie Carl Friedrich Wilhelm Jordan, Heinrich von Quintus-Icilius und Maximilian Heinrich Rüder. Sie wollten eine stärkere Stellung des Parlaments und eine Ausweitung des Wahlrechts. Am 21. Dezember 1848 spaltete sich um Welcker, Johann Gustav Heckscher, August Reichensperger und Victor Franz Freiherr von Andrian-Werburg der rechtere Pariser Hof ab.
Anfang 1849 wurden die Fraktionen von der Frage großdeutsch/kleindeutsch überlagert. Die meisten Casino-Abgeordneten folgten Gagern in den Weidenbusch. Dort traf sich die kleindeutsch-erbkaiserliche Richtung, die dem preußischen König die deutsche Kaiserwürde übertragen wollte. Im Gegensatz dazu forderte die Mainlust den Einschluss Österreichs und ein Direktorium aus mehreren Fürsten statt eines Reichsmonarchen.
Schließlich kam es im März 1849 zum sogenannten Pakt Simon-Gagern. Die Abmachungen mit dem Demokraten Heinrich Simon lieferte einerseits eine Mehrheit für die erbkaiserliche Lösung, anderseits mussten die Rechtsliberalen den Demokraten inhaltliche Zugeständnisse machen. Auf diese Weise kamen das nur suspensive Veto in die Verfassung und das allgemeine Wahlrecht in das Wahlgesetz.

## Belege
- Max Duncker: Bericht der von der Gesellschaft im Casino zur Begutachtung der Oberhauptsfrage niedergesetzten Commission (Schubert, Duncker, Langerfeldt, Zachariae) am 20. Dezember 1848, Frankfurt a. M. 1848.